# Пистолькорс, Александр Васильевич
Александр Васильевич Пистолькорс (1824—1879) — генерал-майор русской императорской армии, герой Туркестанских походов.

## Биография
Родился 22 февраля (5 марта) 1824 года.
В военную службу вступил в начале 1840-х годов в Кавказскую армию, был зачислен по Кавказскому линейному казачьему войску. Принимал участие в походах против горцев и в 1843 году был награждён Знаком отличия ордена Св. Георгия, 5 июня 1845 года произведён в первый офицерский чин. В 1851 году за отличие получил орден Св. Анны 3-й степени с бантом, а в 1859 году — орден Св. Станислава 2-й степени с императорской короной и мечами.
В начале 1860-х годов был переведён в Оренбург и с тех пор он в течение более чем десяти лет находился в Туркестане. Числясь по Кубанскому казачьему войску и по армейской кавалерии он принимал участие в большинстве основных событий при завоевании Средней Азии. В отряде Черняева при штурме Ташкента он командовал кавалерией и был награждён орденом Св. Владимира 4-й степени с мечами и бантом (по другим данным он этот орден получил в 1864 году). За сражение с бухарцами при Ирджаре он получил орден Св. Анны 2-й степени с императорской короной и мечами и чин полковника (со старшинством от 9 июня 1866 года), и, наконец, за штурм Ходжента он 2 января 1867 года был удостоен золотой сабли с надписью «За храбрость».
В кампании 1868 года, завершившейся присоединением к Российской империи Самарканда и полным покорением Бухарского ханства Пистолькорс вновь отличился и был награждён орденами Св. Владимира 3-й степени с мечами и Св. Станислава 1-й степени с мечами, а 1 января 1869 года произведён в генерал-майоры с зачислением по армейской кавалерии и назначением состоять при командующем войсками Туркестанского военного округа генерал-адъютанте К. П. Кауфмане. В 1873 году он принимал участие в походе против Хивинского ханства и за эту кампанию награждён орденом Св. Анны 1-й степени с мечами.
В 1874 году над Пистолькорсом было назначено следствие за беспорядки по хозяйственной части в кавалерии и растрату. Следствие не подтвердило вину Пистолькорса, однако он более в Туркестане оставаться не мог и уехал в Санкт-Петербург, где числился в запасных войсках.
Скончался 25 марта (6 апреля) 1879 года в Павловске под Санкт-Петербургом, похоронен на Павловском городском кладбище. Там же была похоронена его супруга, Мария Степановна (?—1907).
М. А. Терентьев описывает Пистолькорса следующим образом:

Первым, кто стал выезжать в бой на белом коне и во всем белом, был известный и на Кавказе, и в Туркестане полковник кубанского казачьего войска Александр Васильевич Пистолькорс, бывший несколько лет начальником кавалерии в туркестанских войсках. Ростом без малого в сажень, в высокой белой папахе, увеличивавшей его рост, в длинной белой черкеске и на белом коне, он представлял только одну черную отметину: длинную крашеную бороду. Человек замечательного хладнокровия и храбрости, истыканный кинжалами в рукопашных схватках с черкесами (с пульными и шашечными ранами он имел всего 11 «особых примет»), он, однако же, не желал преждевременной кончины и, сообразив, что самое неуязвимое место в мишени всегда её центр, решился сделать из себя мишень, что при его богатырском росте, увеличенном еще полуаршинной папахой, удалось ему вполне.
Мушка винтовки на белом отлично видна… белый богатырь с конвоем, среди которого красуется цветной значок его — лестная приманка. Неприятельские стрелки стараются. Но пули их летят мимо. Однако сам Пистолькорс заметил, что он «несчастлив на адъютантов и ординарцев» — это боковые полосы мишени, центром которой был он… Поэтому он советовал им или держаться за ним или подальше отъезжать во время перестрелки.
Долго секрет непонятного «несчастья на ординарцев» оставался неразгаданным. Наконец, после дела под Зерабулаком 2-го июня 1868 г., когда, на пирушке, заданной Пистолькорсом чинам авангарда, которым он командовал, зашла об этом речь, начальник его штаба высказал догадку, которая приведена выше, Пистолькорс несколько смутился, но затем откровенно сознался в своей «военной хитрости». Никто ему этого в упрек и не ставил, а ординарцы и адъютанты по-прежнему оставались возле него.
Пистолькорс был непосредственным начальником М. Д. Скобелева в первый период его пребывания в Туркестане и Терентьев прямо говорит что манеру поведения под вражеским огнём «белый генерал» завёл под явным влиянием Пистолькорса.
После себя Пистолькорс оставил военно-теоретический труд «Записка о значении русской конницы» (СПб., 1873), где попытался обобщить свой опыт руководства действиями кавалерии в пустынных и горных условиях.
Его брат Константин (1828—1877) служил в артиллерии, также был генерал-майором и также похоронен на Павловском городском кладбище (с супругой Анной Фёдоровной).